# Kurixalus hainanus
Kurixalus hainanus är en groddjursart som först beskrevs av Zhao, Wang, Shi in Zhao, Wang, Shi, Wu och Zhao 2005.  Kurixalus hainanus ingår i släktet Kurixalus och familjen trädgrodor. IUCN kategoriserar arten globalt som otillräckligt studerad. Inga underarter finns listade i Catalogue of Life.